# الطاقة الشمسية في المملكة المتحدة

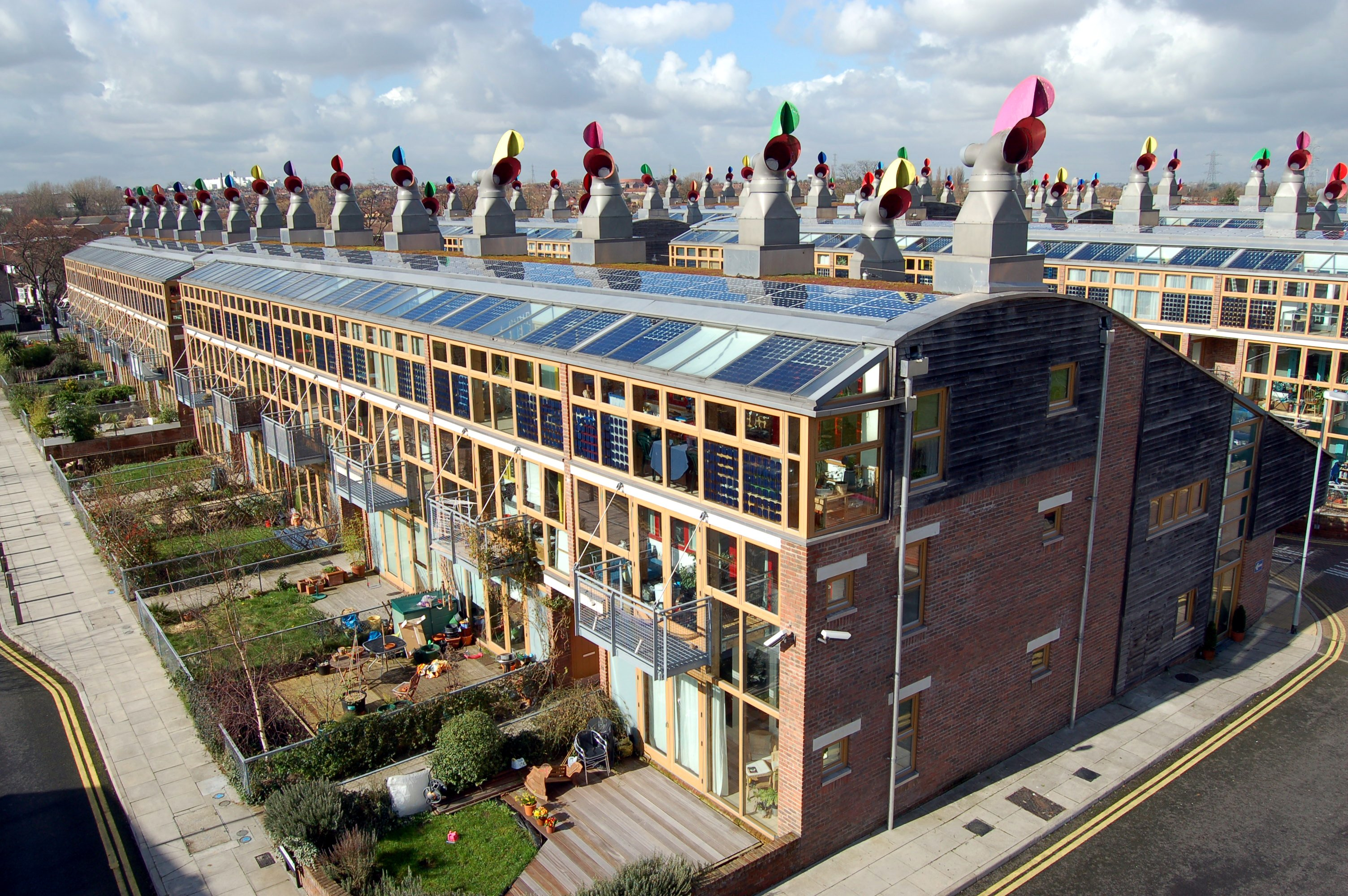
الألواحُ الشمسيّة على تطوير بيدزيد في مقاطعة لندن بالمملكة المتحدة.

للطاقة الشمسية دور صغير، ولكن متزايد في إنتاج الكهرباء في المملكة المتحدة.
لم يكن هناك سوى عدد قليل من المنشآت حتى عام 2010، عندما فرضت حكومة المملكة المتحدة الدعم في شكل تعريفة التغذية الكهربائية، التي يدفعها جميع مستهلكي الكهرباء. في السنوات التالية، انخفضت تكلفة الألواح الكهروضوئية، وانخفضت معدلات تعريفة التغذية الكهربائية للمنشآت الجديدة على مراحل حتى إغلاق المخطط أمام التطبيقات الجديدة في عام 2019.
اعتبارًا من عام 2023، رُكب أكثر من 14.4 جيجاواط، ثلثها من الطاقة الشمسية على الأسطح. بلغ التوليد السنوي 14 تيراواط في الساعة في عام 2022 (4.3% من استهلاك الكهرباء في المملكة المتحدة) وكانت ذروة التوليد أكثر من 10 جيجاواط. تتمتع الألواح الضوئية بعامل حمل يبلغ نحو 10% في مناخ المملكة المتحدة. من المقدر أن تسدد الألواح الشمسية على أسطح المنازل المركبة في عام 2022 تكلفتها خلال فترة تتراوح بين عشرة وعشرين عامًا.

## إمكانات الطاقة الشمسية
يتراوح معدل التشمس السنوي في المملكة المتحدة بين 750-1100 كيلوواط/ساعة لكل متر مربع (كيلوواط ساعة/م²). تستقبل لندن 0.52 و4.74 كيلوواط ساعة/م² يوميًا في شهري ديسمبر ويوليو على التوالي. وفي حين تتلقى الأجزاء الأكثر إشراقًا في المملكة المتحدة إشعاعًا شمسيًا أقل بكثير من الأجزاء الأكثر إشراقًا في أوروبا، فإن تشميس البلاد في الجنوب يمكن مقارنته بنظيره في دول أوروبا الوسطى، بما في ذلك ألمانيا، التي تولد نحو 10.7% من طاقتها الكهربائية من الطاقة الشمسية. بالإضافة إلى ذلك، تعمل سرعة الرياح العالية في المملكة المتحدة على تبريد وحدات الألواح الضوئية، مما يؤدي إلى كفاءات أعلى مما يمكن توقعه عند هذه المستويات من التشميس. وصلت عوامل حمل الطاقة الشمسية للألواح الضوئية إلى قيم تتراوح بين 9.8% و11.4% في المملكة المتحدة في الفترة 2013-2022.
يقول ديري نيومان، الرئيس التنفيذي لشركة سولار سنتشري، إن «الطقس الملبد بالغيوم في المملكة المتحدة لا يجعلها مكانًا غير مناسب للطاقة الشمسية، فالألواح الشمسية تعمل في ضوء النهار، وليس بالضرورة ضوء الشمس المباشر». تعمل بعض الخلايا الشمسية بشكل أفضل في ضوء الشمس المباشر، والبعض الآخر يمكن أن يستخدم ضوءًا أكثر انتشارًا. في حين أن معدلات التعرض للشمس في إنجلترا أقل من فرنسا وإسبانيا، لكنها ما تزال قابلة للاستخدام.

## نبذة تاريخية
في عام 2006، ركبت المملكة المتحدة نحو 12 ميجاواط من القدرة الكهروضوئية، وهو ما يمثل 0.3% فقط من إجمالي الطاقة الشمسية الكهروضوئية الأوروبية البالغة 3,400 ميجاواط. في أغسطس 2006، كانت هناك تغطية إخبارية واسعة النطاق في المملكة المتحدة لقرار شركة كيرز، كبرى شركات بيع الأجهزة الكهربائية بالتجزئة، بتخزين الوحدات الكهروضوئية، التي تصنعها شركة شارب، بتكلفة قدرها 1,000 جنيه إسترليني لكل وحدة. قدم بائع التجزئة أيضًا خدمة التركيب.
زادت تركيبات الطاقة الشمسية بسرعة في السنوات اللاحقة، نتيجة للتخفيضات في تكلفة الألواح الكهروضوئية، وإدخال إعانة تعريفة التغذية الكهربائية في أبريل 2010.
خُفضت مدفوعات تعريفة التغذية للمنشآت الجديدة في مراجعة أعلنتها وزارة الطاقة وتغير المناخ في 9 يونيو 2011. نتيجة لذلك، أصبحت المجموعات الكبيرة من الألواح الشمسية فرصة استثمارية أقل جاذبية للمطورين، وخاصة بالنسبة للمشاريع التي تزيد عن 250 كيلوواط، لذلك كان من غير المرجح بناء مجموعات ميدانية كبيرة مثل هذه بعد الموعد النهائي في 1 أغسطس 2011. في نهاية عام 2011، كان هناك 230 ألف مشروع للطاقة الشمسية في المملكة المتحدة، بقدرة توليد إجمالية تبلغ 750 ميجاواط.
في عام 2012، أعلنت الحكومة أن 4 ملايين منزل في جميع أنحاء المملكة المتحدة سيتم تزويدها بالطاقة الشمسية في غضون ثماني سنوات، وهو ما يمثل 22 جيجاواط من قدرة الطاقة الشمسية المثبتة بحلول عام 2020. في نهاية سبتمبر 2013، أعلنت شركة التجزئة إيكيا عن بيع حزم الألواح الشمسية للمنازل في 17 متجرًا في المملكة المتحدة بحلول يوليو 2014. جاء هذا القرار في أعقاب مشروع تجريبي ناجح في متجر ثاروك، حيث بيع نظام واحد كل يوم تقريبًا. صنعت شركة هانيرجي الصينية الألواح. لم تدم هذه الشراكة، وفي أكتوبر 2015 أنهت إيكيا علاقتها مع هانيرجي.
بحلول عام 2016، بلغ إجمالي القدرة المركبة أكثر من 10,000 ميجاواط. في نصف العام الصيفي منذ إبريل وحتى سبتمبر 2016، أنتجت الألواح الشمسية في المملكة المتحدة قدرًا أكبر من الكهرباء (6,964 جيجاواط في الساعة) مقارنة بالطاقة التي ينتجها الفحم (6,342 جيجاواط في الساعة)؛ تلبي نحو 5% من الطلب.
بلغت القدرة المركبة للطاقة الشمسية الكهروضوئية في المملكة المتحدة 12.8 جيجاواط في نهاية عام 2017، وهو ما يمثل حصة 3.4% من إجمالي توليد الكهرباء. مؤقتًا، اعتبارًا من نهاية يناير 2019، كان هناك 13,123 ميجاواط من الطاقة الشمسية المثبتة في المملكة المتحدة عبر 979,983 منشأة. يمثل هذا زيادة قدرها 323 ميجاواط في أكثر من عام بقليل. سُجلت ذروة توليد قياسية جديدة من الخلايا الكهروضوئية عند 10.1 جيجاواط في 20 أبريل 2023.
تباطأت منشآت الطاقة الشمسية الكهروضوئية الجديدة في عام 2020، ولكن بدرجة أقل، فقد أضيف 217 ميجاواط في عام 2020 مقارنة بما يعادل 273 ميجاواط في عام 2019. وربما تسببت قيود كوفيد-19 في تأخير بعض المشاريع.
شهد عام 2022 زيادة كبيرة في التركيبات المنزلية فقد أضيف أكثر من 130,000 تركيب في نطاق 10 كيلوواط أو أقل، ليصل إجمالي عدد هذه التركيبات الصغيرة الحجم إلى 1,179,495. بلغ إجمالي القدرة حتى فبراير 2023 14,432 ميجاواط، بمتوسط 72 ميجاواط مضافة كل شهر خلال الأشهر الستة السابقة.

## الطاقة الشمسية الكهروضوئية السكنية
وفقًا لتقرير نيابة عن المفوضية الأوروبية، في عام 2015 كان لدى المملكة المتحدة 2,499 ميجاواط من الطاقة الشمسية الكهروضوئية السكنية، مع 775,000 منتج للطاقة الشمسية الكهروضوئية السكنية، وهو ما يمثل 2.7% من الأسر. يقدر متوسط حجم أنظمة الطاقة الشمسية الكهروضوئية السكنية بما يعادل 3.25 كيلوواط، وقدرت الإمكانات التقنية لأنظمة الطاقة الشمسية الكهروضوئية السكنية في المملكة المتحدة بما يعادل 41,636 ميجاواط.
تدعي خطة اعتماد التوليد الصغير أن 61,320 عقارًا في المملكة المتحدة اعتمدوا تركيب الألواح الشمسية في عام 2021، بزيادة قدرها 71% عن العام السابق. كان متوسط وقت الاسترداد للطاقة الشمسية الكهروضوئية السكنية في المملكة المتحدة 11.4 سنة اعتبارًا من عام 2015، ولكن الزيادات اللاحقة في أسعار الطاقة المحلية أدت إلى انخفاض كبير في هذا الوقت. أدى ارتفاع الحد الأقصى للسعر في أبريل 2022 إلى انخفاض أوقات الاسترداد في المتوسط بمقدار 2.5 عام.
تشمل بعض مزايا الطاقة الشمسية السكنية صغيرة الحجم القضاء على الحاجة إلى أراض إضافية، والحفاظ على مزايا توفير التكاليف في المجتمعات المحلية وتمكين الأسر من أن تصبح منتجة/مستهلكة للكهرباء المتجددة، وزيادة الوعي بعادات الاستهلاك المسرفة والقضايا البيئية من خلال الخبرة المباشرة. يستغرق الأمر من 4 إلى 20 عامًا لاسترداد الأموال المنفقة على الألواح الشمسية، ويعتمد هذا على عدد من العوامل، على سبيل المثال عدد الوحدات لديك، وحجمها، وما إذا كانت مواجهة للجنوب، والمكان الذي تعيش فيه. وجدت بعض الدراسات أن التغذية في مخططات التعريفات قد أفادت بشكل غير متناسب الأسر الأكثر ثراء مع مساعدة قليلة أو معدومة للأسر الفقيرة في الحصول على قروض مالية أو خطط ميسورة التكلفة، في حين وزِعت تكاليف المخططات بالتساوي عبر فواتير الخدمات العامة.
في بيان الربيع الصادر في مارس 2022، أعلن المستشار ريشي سوناك عن تخفيض ضريبة القيمة المضافة على تركيب المواد الموفرة للطاقة (بما في ذلك أنظمة الطاقة الشمسية الكهروضوئية) إلى 0% (5% سابقًا) لمدة خمس سنوات اعتبارًا من 1 أبريل 2022، موضحًا «هدف هذا الإجراء تحفيز تبني نظام الإدارة البيئية والاجتماعية بما يتماشى مع أهداف الحكومة لصافي الصفر».